# 気仙沼・本吉圏

宮城県 行政区分地図
■桃色：気仙沼・本吉圏

気仙沼・本吉圏（けせんぬまもとよしけん）は、宮城県の地域区分である。宮城県は県内を7つの地域に区分しており、気仙沼市と本吉郡南三陸町の1市1町が「広域気仙沼・本吉圏」、あるいは「気仙沼・本吉地域」とされている。また、気仙沼・本吉広域行政事務組合が組織されている。
推計人口（2025年5月1日）：66,190人（全県比：3%）
国勢調査人口の推移は以下の通り。
仙台都市圏以外の地域圏（単位：人）
仙台都市圏（単位：万人）

## 都市雇用圏
金本良嗣らによって考案された都市雇用圏（10パーセント通勤圏）の指標による気仙沼都市圏の人口は約7.3万人である（2010年国勢調査基準）。都市圏の範囲は気仙沼市のみである。
以下は、気仙沼市を中心市とする都市雇用圏（10% 通勤圏、中心都市の DID 人口が1万人以上）の変遷である。一般的な都市圏の定義については都市圏を参照のこと。
- 10% 通勤圏に入っていない自治体は、各統計年の欄で灰色かつ「-」で示す。

| 県     | 自治体 ('80) | 1980年                   | 1990年                  | 1995年                  | 2000年                  | 2005年                  | 2010年                  | 自治体 （現在） |
| ------ | ------------ | ------------------------ | ----------------------- | ----------------------- | ----------------------- | ----------------------- | ----------------------- | --------------- |
| 岩手県 | 室根村       | 気仙沼 都市圏 10万5626人 | 気仙沼 都市圏 9万4773人 | 気仙沼 都市圏 9万1400人 | 気仙沼 都市圏 8万8685人 | 一関 都市圏             | 一関 都市圏             | 一関市          |
| 宮城県 | 唐桑町       | 気仙沼 都市圏 10万5626人 | 気仙沼 都市圏 9万4773人 | 気仙沼 都市圏 9万1400人 | 気仙沼 都市圏 8万8685人 | 気仙沼 都市圏 7万8011人 | 気仙沼 都市圏 7万3489人 | 気仙沼市        |
| 宮城県 | 本吉町       | 気仙沼 都市圏 10万5626人 | 気仙沼 都市圏 9万4773人 | 気仙沼 都市圏 9万1400人 | 気仙沼 都市圏 8万8685人 | 気仙沼 都市圏 7万8011人 | 気仙沼 都市圏 7万3489人 | 気仙沼市        |
| 宮城県 | 気仙沼市     | 気仙沼 都市圏 10万5626人 | 気仙沼 都市圏 9万4773人 | 気仙沼 都市圏 9万1400人 | 気仙沼 都市圏 8万8685人 | 気仙沼 都市圏 7万8011人 | 気仙沼 都市圏 7万3489人 | 気仙沼市        |
| 宮城県 | 歌津町       | 気仙沼 都市圏 10万5626人 | -                       | -                       | -                       | -                       | -                       | 南三陸町        |
| 宮城県 | 志津川町     | -                        | -                       | -                       | -                       | -                       | -                       | 南三陸町        |

- 2005年9月20日 - 旧・一関市、西磐井郡花泉町、東磐井郡の大東町・千厩町・東山町・川崎村・室根村の計1市4町2村が合併し、新たな一関市（3代目）となった。
- 2005年10月1日 - 本吉郡の志津川町と歌津町の2町が市町村合併をして南三陸町となった。
- 2006年3月31日 - 気仙沼市と本吉郡唐桑町とが新設合併して気仙沼市となった。
- 2009年9月1日 - 気仙沼市と本吉郡本吉町の1市1町が編入合併し気仙沼市となった。

## 地域の概況
気仙沼・本吉圏は宮城県の北東部に当たる地域である。岩手県南東部から気仙沼市辺りは、古来から三陸海岸での沿岸漁業や、近代以降の沖合い漁業において漁場を共有してきたため、方言も近似し、1つの地域圏を形成してきた。江戸時代には長崎俵物（輸出品）の干しアワビやフカヒレの産地となり、明治以降は、遠洋漁業の基地として人口涵養がなされた。
陸上交通において宮城県気仙沼市・岩手県陸前高田市・同大船渡市は、直線距離では近いが、各々市街地が谷あいの狭い平地にあって通過に時間を擁し、また、市街地間には急峻な山があって道路は海岸沿いか山越えとなり、鉄道も大回りにつくられるなど、時間的にはやや遠い印象があった。近年、トンネルやバイパス整備によって、お互いの時間距離は短縮し、更に一体感のある地域圏となっている。
この地域圏では、内陸の東北本線および東北新幹線に接続する鉄道が大船渡線であり、気仙沼駅から内陸に向かう。道路では、陸前高田から内陸に向かう今泉街道（国道343号）よりも、気仙沼から内陸に向かう気仙沼街道（国道284号）の方が運転が容易である。このように、気仙沼が交通の要衝としての地位があるが、この地域圏が別々の県にまたがっているため二重投資がなされ、内陸との交通の便はあまり発達していない。